# 小泉忠之丞秀督
小泉 忠之丞 秀明（こいずみ ちゅうのじょう ひであき）は、江戸時代（寛保～享和）の信濃高島藩（諏訪藩）藩士。※タイトルは「小泉忠之丞秀督」とあるが正しくは秀明である。秀督は、小泉家二代目小泉忠佐久秀督のことである。ただ、小泉家二代忠佐久秀督は二代目忠之丞と名乗っていたため忠之丞秀督と記載があっても間違いではない。荒木流武芸集等に記載がある忠之丞秀督は二代目を指す。
小泉忠之丞秀明は、松見家七代で信濃国諏訪郡大熊村に居住していた小口笹右エ門秀安の次男として生まれる。諏訪郡小和田村、八剱神社入口近くの山形屋仁左エ門の娘を娶り、二男一女をもうけ同村に居住。訳あって母の里、小泉を名乗ることとなり小泉家の初代となる。享和2年（1802年）四月三日死去。行年五十九歳。
小泉家の先祖　　　　　　　　　　　　　　　　　　　　　　　　　　　　　　　　　　　　　　　　　　　　　　　　　　　　　　　　　　　　　　　　　　　　　　小泉家の先祖は、七代前の松見彦右エ門秀利に遡る。松見彦右エ門秀利は、甲斐武田氏一族青木時光を祖とし、甲斐国巨摩郡青木村に興った青木氏の家系で初名を若狭秀利という。妾腹の子であったためか氏は青木ではなく松見である。没年から計算すると生まれは永禄9年（1566年）となる。天正10年（1582年）3月、織田・徳川連合軍の甲州征伐が行われ、織田勢により甲府が陥落、主君武田勝頼は北条夫人や嫡男信勝らと天目山で自刃し武田家が滅亡すると、彦右エ門秀利ら青木氏の一部は浪人として信濃国へ仕官先を求める。
小泉家の過去帳によると、松見彦右エ門秀利は、人皇五捨六代清和天皇六代廟苗伊勢守源頼朝の長男八幡太郎義家の御舎弟新羅三郎義光八世一條甲斐守時信の二男（※真偽確認中）、青木監物時秀の末孫と記録されている。一條甲斐守時信は、鎌倉期以来の名門一族一條氏であり武川衆の祖と言われている。一條時信は父祖武田信長に勝る人物で甲斐守護職に補せられ宗家武田家を補佐した。時信には優れた男子が多く、子息たちを白須、鳥原、牧原、青木などの諸村に分封し、これが武川衆となっていく。鎌倉時代から続く一條氏から青木氏へと別れ、青木家の始祖青木十郎時光は甲斐国巨摩郡青木村、現在の山梨県韮崎市清哲町青木に居住する。武田家断絶後、青木十郎時光は息子の信時とともに徳川家康に仕えた。また、一條信時の弟兵部丞信俊は柳沢家を継ぎ、その孫は江戸時代前期の幕府側用人・譜代大名で第5代将軍徳川綱吉の寵愛を受け元禄時代には大老格として幕政を主導した柳沢美濃守吉保である。
埼玉県苗字辞典の「青木」の五に「小笠原氏家臣、天正十年小笠原貞慶の将青木加賀右衛門・青木監物」と記録がある。このことから、監物は青木加賀右衛門とともに行動したと考えられる。なお、青木加賀右衛門と青木監物の関係は親子であったのか親族筋であったのかは不明であるが、記載の順番からして加賀右衛門のほうが監物よりも格上と考えられる。
東京大学木曽谷研究会の「木曽谷研究第一号」には、「福島合戦に際する小笠原軍の負傷者の名簿の中に、鳥居峠で負傷した青木加賀右衛門という人物の名があることにも納得がいく。名のある武士に負傷者が出る程の激戦が」と青木加賀右衛門が名のある武士と紹介されているので、浪人として信濃国小笠原家に仕官した青木氏一族はそれなりの評価で小笠原家に優遇され更に実績も上げていったのであろう。
青木加賀右衛門と青木監物時秀は、安筑史料業所中巻の「慶慶軍令状」にその名が確認できる。この安筑とは、現在の長野県松本市・塩尻市周辺の松本平（筑摩野）と安曇野市周辺の安曇平（安曇野）辺りを示す地域のことである。さて、安筑史料業所中巻に掲載されている「慶慶軍令状」は、天正10年（1582年）11月3日に小笠原貞慶（深志城主）が筆頭家老の犬甘半左エ門（いぬかいはんざえもん）に出した書状で、対立していた信濃国筑摩郡の會田氏に対し同年11月3日から5日にかけて数回、小笠原氏が攻撃をかけ、城将堀内越前守を討ち取り、矢久城を落城させた時のものである。長野県の歴史を求めてによると、會田攻め（矢久砦の戦）の際、「家老の堀内越前守が守将となり一日に三度の戦いとなるほどの激戦となり、小笠原方の川窪軍兵衛・青木加賀右衛門と堀内越前守は相打ち（※二人が共闘して相手を打つこと）となり大手付近で討ち取られ」と記載されているので、青木加賀右衛門は仕官し早々に敵将の首を上げるなど大きな戦功があった人物である。
■松見家系譜　　　　　　　　　　　　　　　　　　　　　　　　　　　　　　　　　　　　　　　　　　　　　　　　　　　　　　　　　　　　　　　　　　　　　　　　　　　　　　　　　　　　　　　　　　　　　　　　　　　　　　　　　　　　　　　　　　　　　　　　　　　　　　　　　　　　　　　　　　　　　　　　　　　　　　　　　　　　　　　　　　　　　　　　　　　　　　　　　　　　　　　　　　　　　　　　　　　　　　　　　　　初代　松見彦右エ門秀利（青木監物時秀の末孫、小口郷居住）　　　　　　　　　　　　　　　　　　　　　　　　　　　　　　　　　　　　　　　　　　　　　　　　二代　松見彦八秀則　　　　　　　　　　　　　　　　　　　　　　　　　　　　　　　　　　　　　　　　　　　　　　　　　　　　　　　　　　　　　三代　松見半助秀群　　　　　　　　　　　　　　　　　　　　　　　　　　　　　　　　　　　　　　　　　　　　　　　　　　　　　　　　　　　　　　四代　小口太郎エ門秀當（小口と改苗、大阪冬の陣で討ち死）　　　　　　　　　　　　　　　　　　　　　　　　　　　　　　　　　　　　　　　　　　　五代　小口重三郎秀包（領主より賜った大熊村に住居）　　　　　　　　　　　　　　　　　　　　　　　　　　　　　　　　　　　　　　　　　　　　　　　　　　六代　小口笹右エ門秀房　　　　　　　　　　　　　　　　　　　　　　　　　　　　　　　　　　　　　　　　　　　　　　　　　　　　　　　　　七代　小口笹右エ門秀安　　　　　　　　　　　　　　　　　　　　　　　　　　　　　　　　　　　　　　　　　　　　　　　　　　　　　　　　八代　小口勘助秀統（大熊村本家相続、小泉忠之丞秀明の兄）　　　　　　　　　　　　　　　　　　　　　　　　　　　　　　　　　　　　　　　　　　　　　　　　　九代　松見彦右エ門秀締（大熊村目付）　
小泉家の祖先である松見彦右エ門秀利は、青木加賀右衛門や青木監物らと小笠原氏に仕えた後に信濃国小口郷に移り住み、諏訪氏に仕え、慶長19年（1614年）11月に死去行年四十八歳の生涯であったと記録されている。なお、小口郷は旧諏訪郡小口村、旧平野村あたりで、現在の岡谷市となる。小泉忠太郎秀重の六男小泉晴吉氏が平成初期にこの地を探訪し地元の古老から聞いた話によると、山の手（おそらく現在の岡谷市山手町）に四ツ家と呼ばれていた四戸の家があった土地があり、その一帯を小口郷と呼んでいたとのことなので、彦右エ門秀利が住居していた場所は岡谷市山手町付近ではないか。
小口性への改姓　　　　　　　　　　　　　　　　　　　　　　　　　　　　　　　　　　　　　　　　　　　　　　　　　　　　　　　　　　　　　　　　小泉家の過去帳によれば、四代松見太郎エ門は古主を隠すために家苗を村の名である小口に変えたと言い伝えられ、小口太郎エ門秀當と記録されている。過去帳にある古主が、武田氏を指すのかそれとも小笠原氏を指しているのかは定かではないが、小笠原氏は諏訪氏と長く対立していたので、諏訪氏の支配地域に住むとなれば小笠原氏との関係を隠しても不思議ではない。
大阪冬の陣　　　　　　　　　　　　　　　　　　　　　　　　　　　　　　　　　　　　　　　　　　　　　　　　　　　　　　　　　　　　　　　　　　　　　小口太郎エ門は、慶長19年（1614年）に大阪へ出陣（いわゆる大阪冬の陣）し、同年11月に領主の馬前で討ち死している。行年四十八歳。太郎エ門が大阪のどの地で討ち死にしたのかは定かではないが、亡骸は松尾山善光寺に葬られている。松見太郎エ門が領主を守った褒美として、松見家は大熊村（現在の諏訪市湖南大熊）の一部を賜り、五代小口重三郎秀包より大熊村に居住している。
なお、高島藩は、慶長19年の大阪冬の陣に初代藩主諏訪頼水の次男で二代藩主諏訪忠恒の弟である諏訪頼郷が、沼田藩土岐家初代土岐定義軍に属し徳川秀忠軍の一員として参戦している。他の高島藩武将は居城の守備等を任され大阪へは参陣していなかったので、太郎エ門がお守りした領主は諏訪頼郷のことと推察される。
松見彦右エ門秀利と小口太郎エ門秀當の死亡年月が一緒？　　　　　　　　　　　　　　　　　　　　　　　　　　　　　　　　　　　　　　　　　　　松見家二代の彦八秀則と三代の半助秀群については、過去帳（家系図）にはその名が確認できるが、生前の一切の記録、戒名は残っていない。ただ、小泉家過去帳の中に小泉家先祖松見彦右エ門秀利の戒名は張られており、そこには没年慶長19年11月、行年四十八歳と記録されている。これは、四代小口太郎エ門秀當が大阪冬の陣で討ち死にした歳と年齢と同じである。家系図どおり、小口太郎エ門秀當が松見彦右エ門秀利の四代末だとすれば、二人の歳の差は少なくとも60歳は離れていなければおかしいことになろう。
ここまでの状況から推測するに、松見彦右エ門秀利が小口郷に移り住んだ際、この時に古主を隠すために苗字を小口と変え名も改め別人として新たな領主に召し抱えてもらったのではないか。二代の彦八秀則と三代の半助秀群が実在したのか否かは今となっては確認のしようが無いが、松見彦右エ門秀利と小口太郎エ門秀當の死亡時期が正しいとすると、二人は同一人物であり、後世の者が何かしらの意図をもって松見家の系譜を改変したのではなかろうか。
■小泉家系譜　　　　　　　　　　　　　　　　　　　　　　　　　　　　　　　　　　　　　　　　　　　　　　　　　　　　　　　　　　　　　　　　　　　　　　　　　　　　　　　初代　小泉忠之丞秀明（松見家七代小口笹右エ門秀安二男、小和田村居住）　　　　　　　　　　　　　　　　　　　　　　　　　　　　　　　　　　　　　　　　　　　　　　　　　　　　　　　　　　二代　小泉忠作久秀督（母方山形屋（宮坂）の家督相続）　　　　　　　　　　　　　　　　　　　　　　　　　　　　　　　　　　　　　　　　　　　　　　　　　　　　　　　　　　　三代　小泉重作秀継（御幣平居住）　　　　　　　　　　　　　　　　　　　　　　　　　　　　　　　　　　　　　　　　　　　　　　　　　　　　　　　　　四代　小泉團之助秀㥀　　　　　　　　　　　　　　　　　　　　　　　　　　　　　　　　　　　　　　　　　　　　　　　　　　　　　　　　　　　五代　小泉忠太郎秀重　　　　　　　　　　　　　　　　　　　　　　　　　　　　　　　　　　　　　　　　　　　　　　　　　　　　　　　　　　六代　小泉清秀秀致　　　　　　　　　　　　　　　　　　　　　　　　　　　　　　　　　　　　　　　　　　
小泉姓のルーツ　　　　　　　　　　　　　　　　　　　　　　　　　　　　　　　　　　　　　　　　　　　　　　　　　　　　　　　　　　　　　　　　　　　小泉忠之丞秀明は、訳あって母の里である小泉を名乗ることになったと記録されている。ところで、この母方の里、小泉とはどこなのでろうか。小泉晴吉氏は幼少のころから「大泉と小泉という地名が並ぶ地が家名の由来である」と伝えられてきていると話している。そこで、近隣で「大泉・小泉」の地を探すと、茅野市に大泉山・小泉山という山が二座連なる地域がありその小泉山の麓は小泉という地名である。現在の茅野市大字玉川小泉である。定かではないが、距離といい先祖からの言い伝えとの一致点から茅野市の小泉地区が家名のルーツと言えそうである。なお、小泉家の家紋は外根三ツ松であるが、その先祖の松見家の家紋は内根三ツ松である。
小泉家のその後　　　　　　　　　　　　　　　　　　　　　　　　　　　　　　　　　　　　　　　　　　　　　　　　　　　　　　　　　　　　　　　　　　　小泉家初代小泉忠之丞秀明は、はじめは藩主の御道具持であったが、その後、御先手となる。小泉家過去帳には忠之丞の養父母の名が上がり、その養父母は妻の父母である山形屋（宮坂）である。ここから推測するに、忠之丞は小和田村（現在の諏訪市小和田）の山形屋家当主、山形屋仁左エ門に養育され、後に仁左エ門の娘（長女）を娶り、近くに居を構えたのだろう。小泉晴吉氏の調べでは、山形屋ももとは武田家の家臣であったとのことから、松見彦右エ門秀利の頃からの縁があったのかもしれない。　　　　　　　　　　　　　　　　　　　　　　　　　　　　　　　　　　　そして、高島藩に仕えながら荒木流武芸の免許皆伝者として武芸道場を開き門弟の指導に励みながら、二の丸騒動等、高島藩の政争にも間接的に関わっていった。
荒木流武芸　　　　　　　　　　　　　　　　　　　　　　　　　　　　　　　　　　　　　　　　　　　　　　　　　　　　　　　　　　　　　　　　　小泉忠之丞秀明は、荒木流武芸の免許皆伝者であり武芸道場を開き、その門弟は三百余人を数えた。忠之丞秀明は、荒木流始祖である荒木夢仁斎秀縄から数え十二代目の免許皆伝者である。安永9年8月に堀内嘉源見栄清（※源見は確認中）から荒木流傳巻（免許）が伝えられている。なお、堀内嘉源見栄清の荒木流免許は高遠藩士にも伝わっている。
二の丸騒動　　　　　　　　　　　　　　　　　　　　　　　　　　　　　　　　　　　　　　　　　　　　　　　　　　　　　　　　　　　　　　　　　　　　高島藩のお家騒動として「二の丸騒動」がある。二の丸騒動は、藩主が六代・諏訪忠厚ときに起きた二つの家老家（千野家と諏訪家）の争いを指す。この騒動の結末として、天明3年7月3日、教念寺の西隣、牢舎前の仕置場で家老の諏訪頼保（通称大介）らの切腹や打首がおこなわれた。この際、忠之丞秀明は藩主・諏訪忠厚から諏訪頼保の介錯を命じられた。そして、諏訪忠厚から遣わされた刀で見事に介錯したため、褒美としてその刀をいただいている。小泉家に代々伝えられてきたその刀は、妖刀として恐れられていたため明治に入り諏訪大社に金と米を添え奉納している。
二代の忠作久は、忠之丞と同じく剣に腕が立ち荒木流武芸の免許皆伝者である。高島藩に勤めたが役職は不明。忠之丞と同様に道場の師範として門弟を指導してきた。文化（4年？）丁卯正月（1807年）母方の山形屋丈之助のために家名を相続し、またこの年に支配者である沢氏に願い出て教念寺の旦下になる。こうした経緯から、小泉家の礎を気づいたのは忠作久と考えて良いだろう。小泉晴吉氏の記録によれば、この山形屋丈之助とは忠作久の母の妹の夫（赤沼の要右エ門の弟を養子に迎えいれたと記録有り）であるので忠作久の叔父に当たる。山形屋には家督を継ぐ者がおらず、甥の忠作久が家名（家の跡目）を引き継いだと考えられる。なお忠作久は、下諏訪下の原の中村末蔵の娘を娶り二男二女をもうけ、安政5年11月25日に死去。行年八十五歳。
軍旅侍功鈔　　　　　　　　　　　　　　　　　　　　　　　　　　　　　　　　　　　　　　　　　　　　　　　　　　　　　　　　　　　　　　　　　　　　　　　　　小泉忠之丞の著書とされる書籍で「軍旅侍功鈔」（天保12年/1841年）がある。天保12年では、忠之丞秀明は既に死去しているため、この書籍は二代目忠之丞秀督が執筆したものと考えられる。これが何故アメリカ議会図書館蔵日本古典籍4037に収録されているのか、その経緯は不明である。
さて、忠作久の長男には小忠太という男がいた。この小忠太も忠作久から荒木流の指導を受けており、嘉永7年（1854年）5月に二代目忠之丞秀督から荒木流傳巻が伝えられている。その三年後、安政4（1857年）5月11日に小忠太は姓を宮坂（祖母の実家の家苗）に変え武芸修行の旅に出ている。そのため小泉家の過去帳ではこの日を命日としている。行年二十歳。当時の武者修業とはそれだけの覚悟が必要であったのだろう。この頃の日本は開国に迫られ思想の対立や暗殺が横行した不安定な時代であった。そして、武者修行に旅立った日から10年後、明治新政府が樹立され戊辰戦争が勃発している。小忠太は、こうした動乱の中、何かしらの戦さに加わったかもしれない。また、旅路で落命したか旅先で居を構え生涯を閉じたか、その消息は不明である。
三代重作も武芸達人と言われた人で御幣平（現諏訪市清水）に移り住み、武芸道場を開き門弟百八十余名を有し、群奉行沢市右エ門の手先として勤務した。明治22年7月17日に死去。行年八十五歳。
四代團之助、五代忠太郎の代は今の地より上方（現在の長野県諏訪清陵高等学校周辺）に広く山林、畠を有し農業を営み、團之助は徳川幕府の終わりから明治期に、忠太郎は明治期から大正期に共に村役をした。團之介は大正3年10月2日に死去。行年六十四歳。忠太郎は昭和20年12月1日に死去。行年六十八歳。
この代の面白い逸話が残っている。時代は明治に移ったものの、諏訪の町は未だに江戸時代の風情が続いている。西洋化の流れで裸体禁止が叫ばれ諏訪郡清水あたりでも警察官憲がこうした取り締まりをおこなっていた。そんな夏のある日、角間川のあたりを裸同然で歩いていた男に警察官が「裸禁止である」と声をかけると、「誰が言うか、俺は小泉だ」叫ぶやその警察官を角間川にほうり投げてしまったという話。時代から推測するに重作であろうか。
六代清秀は、大日本帝国陸軍輜重兵輸卒第二中隊に所属し、終戦後は先祖代々の地で農業を営み、妻つね子と娘三人に囲まれ静かな暮らしを送っている。大日本帝国陸軍では近衛兵上等兵の階級で、馬術に長け、大日本帝国陸軍からは愛馬に関する表彰を賜っている。駒込で訓練を受け、一時期、満州へ渡ったようであるが詳細は不明である。
小泉家には、へび石と呼ばれる大蛇に似た石がある。六代清秀が畑仕事で山へ向かっている途中の山中で巨大な蛇に出くわし驚いてしばらく見ているが、蛇は一向に動かない。それでも動かないので近づいてみるとなんと大蛇ではなく石であった。清秀は、その日は畑仕事をせず、籠にへび石を入れ自宅へ持ち帰り、庭に飾ったと言われている。
小泉家の先祖は、鎌倉時代からの名門・一條家の一條甲斐守時信であり、徳川家に仕えた武川衆青木氏の別系として信濃国に移り住み小笠原家の武将として取り立てられた家柄である。親族には徳川家五代将軍徳川綱吉の側用人柳沢吉保がいる。小泉家は信濃国上諏訪で江戸から平成の約430年間にわたり、武人としてまた村役、農家、軍人として、それぞれの仕事に誇りを持ち郷土の平和を願い戦乱の世を歩んできたが、平成11年2月六代小泉清秀秀至の死去によってその歴史に幕を閉じている。なお、日本国内で企業のコンサルティングをしている岩崎重国氏は小泉清秀氏の孫にあたる。小泉家の意志を残すために代々伝わる「秀」の一字をいただき別名、秀雪と号す。
| スタブアイコン | サブスタブ | この項目は、まだ閲覧者の調べものの参照としては役立たない、人物に関連した書きかけの項目です。この項目を加筆・訂正などしてくださる協力者を求めています（P:人物伝/PJ:人物伝）。 |